# West Keal
West Keal is een civil parish in het bestuurlijke gebied East Lindsey, in het Engelse graafschap Lincolnshire. In 2001 telde het dorp 333 inwoners. West Keal komt in het Domesday Book (1086) voor als 'Cale' / 'Westrecale'.
Het gehucht Keal Cotes maakt deel uit van de parish en ligt ongeveer halverwege West Keal en Stickford.